# Ik weet niet
Ik weet niet is een lied van de Marokkaanse-Nederlandse rapper Lijpe in samenwerking met de Nederlandse rapper Henkie T. Het werd in 2022 als single uitgebracht en stond in hetzelfde jaar als achtste track op het album Lijpe van Lijpe.

## Achtergrond
Ik weet niet is geschreven door Abdel Achahbar, Henk Mando, Sadiki Forbes en Charles Junior Ocansey en geproduceerd door 5ive Beatz en ForTheNight. Het is een nummer uit het genre nederhop. In het lied rappen de artiesten over geld verdienen en over hun leven an sich. Het lied werd bij radiozender NPO FunX uitgeroepen tot DiXte track van de week.
Het is niet de eerste keer dat de twee artiesten met elkaar samenwerken. Dit deden ze eerder onder meer op Love is fake, Roadrunner en Levelen up. Ze werkten nogmaals samen op Tanger.

## Hitnoteringen
De artiesten hadden succes met het lied in de hitlijsten van Nederland. Het piekte op de 21e plaats van de Nederlandse Single Top 100 en drie weken in deze hitlijst. De Nederlandse Top 40 werd niet bereikt; het kwam hier tot de zevende plaats van de Tipparade. 